# 草莓圍
草莓圍（イチゴ囲い）是相懸對局中使用的簡單圍玉，兩枚金將都往左前方上，開啟角道，左銀固定以保護角行，玉將移至兩枚金將之間，類似角交換戰型常見的兜圍。